# Osman II
Osman II (turc. Genç Osman – młody Osman) (ur. 3 listopada 1604, zm. 20 maja 1622) – sułtan Imperium Osmańskiego w latach 1618–1622.

## Życiorys
Był synem sułtana Ahmeda I (1590–1617) i Mahfiruz. Wszechstronnie wykształcony, był znanym poetą, znał wiele języków m.in.: arabski, perski, łacinę, grekę i język włoski. 
Po śmierci Ahmeda I w 1617 doszło do dyskusji na temat tego kto powinien zostać nowym sułtanem, jego chory umysłowo brat Mustafa I (Który dożył do tego momentu ponieważ Ahmed I nie dokonał zwyczajowego mordowania sułtańskich braci) który powinien uzyskać tron zgodnie z zasadą starszeństwa czy syn Ahmeda I - kilkunastoletni Osman. W wyniku rozmów w pałacu wybór padł na Mustafę który został kolejnym sułtanem. Już w lutym 1618 doszło do kolejnej zmiany na tronie w wyniku zamachu stanu. Mustafa Aga w czasie nieobecności wielkiego wezyra (który brał udział w nieudanej wyprawie w celu odzyskania Tebrizu) zebrał w pałacu dygnitarzy i żołnierzy. Mustafa I został zdjęty z tronu i zamknięty pod kluczem. Mustafa Aga uwolnił Osmana z jego zamknięcia i wstąpił na tron jako Osman II.
W wyniku manipulacji, wbrew obowiązującemu prawu ustanowionemu przez jego ojca o zakazie zabijania braci przyszłego sułtana, pozbawił życia swojego brata Mehmeta, co było jednym z powodów, dla których lud i wojsko obróciło się przeciw niemu.
Już jako władca zabezpieczył wschodnią granicę imperium, podpisując pokój z Persją w Sarawie, przygotowując tym samym wojnę z I Rzecząpospolitą, która wybuchła w 1620. Wojska tureckie zostały pobite przez wojska polskie dowodzone przez hetmana wielkiego litewskiego Jana Karola Chodkiewicza w bitwie pod Chocimiem w dniach 2 września – 9 października 1621. W wyniku doznanej klęski Osman II rozpoczął prześladowania janczarów, widząc w nich głównych sprawców porażki. Nakazał zamknąć ich kawiarnie, podejrzewając, że stały się one miejscem spisku, starał się ograniczyć wpływy janczarów, ostatecznie chcąc zlikwidować tę formację. Pod wpływem jego politycznych przeciwników, w tym matki Mustafy i jego wuja 13 maja 1622 wybuchł bunt, którego celem było obalenie Osmana II z tronu osmańskiego.
Sułtan zginął w siódmym i zarazem ostatnim dniu buntu, poprzez uduszenie z rąk rozwścieczonej gwardii janczarskiej. Po jego śmierci władzę objął jego chory umysłowo wuj – Mustafa I Szalony.

## W kulturze i sztuce
Osman II jest jedną z głównych postaci w tureckim serialu Wspaniałe stulecie: Sułtanka Kösem. W jego rolę wciela się Taner Ölmez.